# Assumpció Mateu Negre
Assumpció Mateu Negre (Girona, 1952) és una artista catalana, pintora i gravadora.
Formada a la Universitat de Barcelona va treballar de docent a la Facultat de Belles Arts a partir del 1978, impulsant el nou projecte de la facultat. El 1989 va decidir centrar-se en pintar i va iniciar diversos viatges a Amèrica, India, Líban, Marroc i Orient Mitjà. Entre les seves influències a la seva obra hi ha el cinema de la dècada del 1960 i 1970, els pintors de París i el Mediterrani. El 2006 va publicar el llibre La mirada del espacio interior a March Editor.

## Exposicions
- 2008 “Presons intimes”[2] Espai Volart Fundación VilaCasas en Barcelona
- 2011 “El bosque quemado”. Museo Würth La Rioja. Agoncillo, La Rioja. España.
- 2012 "La mirada del paisatge interior"[3] Palau de l'Abadia, St.Joan Abadesses, Girona
- 2015 "Emmarcant el somni"[4] La Vinya dels Artistes. La Pobla de Cérvoles. Lleida

## Fundacions i museus
- Fundació Vila Casas,[5] Can Framis, Barcelona
- Col·lecció Museo Würth La Rioja[6]